# Rosika
Rosika (drozera, lat. Drosera) najveći je rod biljaka mesožderki po kojemu je porodica rosikovke (Droseraceae) dobila ime. Rodu pripada od 152 do 247 vrsta.
Ime roda dolazi od grčke riječi δρόσος (drósos), što znači „rosa”, zbog ljepljiva soka na žljezdastim izdancima nalik dlakama koji izgledom nalikuje rosi i za koji se lijepe kukci. Vrste rosika jesu epifiti koji žive na drugim biljkama. Ovi pripadnici porodice Droseraceae primamljuju, love i proždiru kukce uz pomoć biljnih lijepaka koje pokrivaju površine njihovih listova. Biljka se koristi kukcima kao dodatkom prehrani zbog siromašnih ili oskudnih minerala u tlo na kojem raste. Razne vrste, koje se razlikuju po veličini i obliku, mogu se naći na svakom kontinentu izuzev Antarktike, no najviše vrsta raste na južnoj polutci. Pretpostavlja se da se rosika prvi put pojavila na Australiji te da su se australske vrste najprije proširile po Južnoj Americi, a potom po Africi.
Rosika je višegodišnja (rijetko jednogodišnja) zeljasta biljka, koja u iznimnim slučajevima može dosegnuti starost i od 50 godina, a tvori uspravne rozete između 1 i 100 centimetara visine, ovisno o vrsti. Vrste penjačice mogu izrasti u puno dulje stabljike i do tri metra. Rosika uglavnom raste u toplijoj i vlažnoj klimi, ali može se naći i u umjerenijim krajevima Europe i Sjeverne Amerike. Ovisno o vrsti, može rasti na područjima od razine mora do nadmorske visine od 3500 metara. 
Oprašivanje provode kukci, ali ima i vrsta koje se samooprašuju. U narodnoj medicini upotrebljavala se od 12. stoljeća kao lijek za kašalj iako su moderna istraživanja ukazala da je kod nekih oboljenja grla tek umjereno učinkovita. Između ostaloga rabila se i kao boja za tekstil. Zbog svojega egzotičnog izgleda ponegdje se uzgaja kao ukrasna biljka.
Biljni lijepak rosike ima elastična svojstva, zbog čega je postala zanimljiva u istraživanjima biomaterijala. Širenje gradskih područja i isušivanje močvara radi povećanja poljoprivrednih površina prijete staništima rosike iako je stupanj ugroženosti različit ovisno o području. Međunarodna udruga za očuvanje prirode i prirodnih bogatstava status zaštite nekoliko afričkih vrsta postavila je kao ugrožene ili osjetljive premda je većina vrsta svrstana pod smanjeni rizik čime, zahvaljujući iznimnoj svjetskoj raširenosti, toj biljci općenito ne prijeti izumiranje.
U Hrvatskoj rastu tri vrste rosike, a to su rosika dugolistna (Drosera anglica), rosika povaljena (Drosera intermedia) i kritično ugrožena vrsta okruglolisna rosika (Drosera rotundifolia)

## Obilježja
Rosika broji najmanje 152 vrste raspoređene u 18 rodova. Istraživanja na genu rbcL kloroplasta ukazuju da rosike vuku porijeklo iz Afrike ili Australije, te da su se australske vrste najprije proširile po Južnoj Americi, a potom po Africi. Sjedinjujući podatke gena rbcL i 18S rDNA, znanstvenici su zaključili da sve rosike s aktivnim muholovkama tvore vezu s venerinom muholovkom i mjehurastom vodenom stupicom, što sugerira da su te biljke homologne usprkos morfološkim razlikama.
Rosika je višegodišnja (rijetko jednogodišnja) zeljasta biljka koja tvori uspravne rozete između 1 i 100 centimetara visine, ovisno o vrsti. Vrste penjačice mogu izrasti u puno duže stabljike i do tri metara, kao što je slučaj kod Drosera erythrogyne. Dokazano je da ove biljke mogu doseći životni vijek od 50 godina. Rod biljke je toliko specijaliziran za unos nutrijenata putem mesožderstva, da malim rosikama nedostaju enzimi (poglavito nitrat reduktaza) koje biljke inače koriste kod apsorbcije nitrata iz tla.

### Areal i prilagodba okolišu
Rod se može podijeliti na nekoliko skupina rasta:
- umjerena rosika – ove vrste tvore čvrstu skupinu zimskih pupoljaka zvanih hibernakulum koji se formiraju tijekom jesenskog razdoblja. Ova se pojava zbiva kod rosika koje rastu na planinskim ili sjevernim regijama.[13] Sve sjevernoameričke i europske vrste pripadaju toj skupini (izuzev onih rosika koje rastu po jugoistočnoj američkoj obali).[13] Drosera arcturi iz Australije (uključujući i Tasmaniju) i Novog Zelanda još je jedna umjerena vrsta koja umire u hibernakulumu u obliku roga.
- Suptropska rosika – ove vrste održavaju vegetativni rast cijele godine pod gotovo stalnim klimatskim uvjetima.
- Patuljasta rosika – skupina 40 australskih vrsta koje se ističu po svojem minijaturnom rastu, formiranju pupova radi bespolnog razmnožavanja i gustog oblikovanja dlačica u središtu krune. Ove dlačice služe biljci da se zaštiti od velikih toplina. Patuljasta rosika je podrod Bryastruma.
- Krtola rosika – 50-ak australskih vrsta tvore krtolu kako bi preživjele iznimno suha ljeta u svojem prebivalištu, te se ponovno pojave tijekom jeseni. Mogu se podijeliti na još dvije skupine: rozete i one koje tvore stabljike penjačice. Tvore podrod Ergaleium.
- Kompleks Petiolaris – skupina tropskih australskih vrsta koje žive u toplim, povremeno vlažnim uvjetima. Nekolicina tih 14 vrsta razvili su specijalne strategije preživljavanja u povremeno sušnim uvjetima. Mnoge vrste primjerice imaju peteljke koje zadržavaju dovoljno vlažnu okolinu i služe kao povećana kondenzacijska površina za jutarnje rose. Tvore podrod Lasiocephala.

Premda ne tvore jedinstven oblik rasta, određen broj vrsta često se klasificira u još jednu skupinu:
- rosika Queenslanda – mala skupina od tri vrste, koje su sve prilagođene vrlo vlažnim staništima u mračnim regijama australskih prašuma.

### Listovi i mesožderstvo
Rosike karakteriziraju biljni lijepci na kojima se nalazi ljepljiva izlučina koje pokriva listove. Mehanizam lova i probave obično sadrži dvije vrste žlijezda: žlijezde stabljike koje luče slatku sluz i privlače te potom uhvate u zamku kukce i enzime kako bi ih probavili, te učvršćene žlijezde koje upijaju otopinu hranjivih tvari. Potonje žlijezde ne postoje u svim vrstama kao primjerice u vrste Drosera erythrorhiza. Maleni plijen poput kukca privučen je slatkom sluzi. Kada ga dotakne, plijen se zalijepi čime ne može pobjeći i umire iscrpljivanjem ili gušenjem kada ga biljni lijepak obuhvati savijanjem pipaka, što se uglavnom desi u 15 minuta. Biljka u međuvremenu luči enzime esteraze, peroksidaze, fosfataze i proteaze. Ti enzimi razgrade kukca i pretvaraju ga u bogatu otopinu hranjivih tvari, koju potom upijaju listovi za potrebe cijele biljke. Prema istraživanjima, najčešća vrsta plijena rosike D. anglica su muhe (50 %).
Izmjerena je količina radioizotopa δ 15N (15N/14N predstavlja sastav prirodnih izotopa) iz lista i stabljike, kako bi se utvrdila ovisnost vrsta o kukcima N (%NdI). Podaci su ukazivali da su vrijednosti ovisnosti %NdI niže za rozete nego za samoodržive uspravne vrste stabljika. Potonje dvije vrste ukazale su da je prosječan %NdI bio 50 %. %NdI se povećao sa povećanjem biomase i dužine rosika, ali ne i za uspravne vrste. Isto je tako utvrđeno da su listovi bili manje opskrbljeni hranjivim tvarima od stabljike. Udio dušika od plijena činio je oko 50 % dušika biljke.
Sve vrste rosika sposobne su polagano pomicati svoje pipke kada dođu u doticaj s plijenom. Pipci su iznimno osjetljivi pa će se savijati prema sredini lista kako bi kukac došao u dodir sa što više mogućih žlijezda. Charles Darwin je opisao kako je i dodir najmanjih nožica komarca već bio dovoljan da pokrene refleks savijanja pipaka. Darwin je isto tako zapazio da kapljica obične vode nije uzrokovala savijanje pipaka, ali da je zato kap s dušikovim tvarima (mlijeko, urin, jaje, slina, mesne prerađevine) pokrenula reakciju savijanja. Vanjski krakovi vrsta Drosera burmannii i Drosera sessilifolia iznimno su brzi i mogu se savinuti prema plijenu za samo nekoliko sekundi, dok je Drosera glanduligera to sposobna učiniti za desetinu sekunde. Vrsta D. capensis u potpunosti savije svoj list oko žrtve za oko 30 minuta. D. filiformis nije sposobna saviti list oko plijena. Australske vrste D. hartmeyerorum i D. indica po sebi imaju crvene i žute crte, iako je nepoznato da li se koriste da privuku plijen. Listovi rosike iznimno su raznoliki.

### Cvjetovi, plodovi i razmnožavanje
Cvjetovi rosike, kao i kod gotovo svih mesoždernih biljki, nalaze se daleko iznad klopki za kukce na dugoj stabljici. Nekada se smatralo da su cvjetovi rosike prostorno udaljeni od klopki kako bi spriječili da kukci oprašivači nastradaju, no moderna istraživanja ukazuju da to nije tako jer cvjetovi privlače razne vrste kukaca, i oprašivače i plijen uz malo podudaranja.
Umjesto toga, visoke stabljike s cvjetovima lakše su uočljive oprašivačima. Cvat je grozd čiji se cvjetovi otvaraju jedan po jedan te ostaju obično otvoreni samo kratko vremensko razdoblje. Cvjetovi se otvaraju kao odgovor na jačinu svjetla (često jedino na izravnom Suncu), te se pomiču i slijede položaj Sunca na nebu tijekom dana. 
Simetrični cvjetovi su tzv. „savršeni cvjetovi” (dvospolni/hermafroditni jer imaju i prašnik i tučak) i imaju pet latica (iznimka je D. pygmaea s četiri latice i D. heterophylla s 12 latica). Većina vrsta ima male cvjetove (manje od 1,6 cm), iako vrste D. regia i D. cistiflora imaju promjer cvjetova do 5 cm. Općenito su boje bijele ili ružičaste. Australske vrste imaju širi raspon boja, poput narančaste (D. callistos), crvene (D. adelae), žute (D. zigzagia) i metalno ljubičaste (D. microphylla).
Stopa peludi je mala, što ukazuje na autogamno razmnožavanje (samooprašivanje). Nakon oprašivanja, cvijet se razvije u čahuru koja sadrži velik broj crnih sjemenki. Te sjemenke klijaju kao odgovor na vlažnost zraka i svjetlo, dok sjemenke vrsta umjerenih regija za klijanje zahtijevaju hladnije, ali također vlažne uvjete. Krtolaste vrste za klijanje zahtijevaju vruće suho ljeto nakon kojeg slijedi hladnija, vlažna zima. Sjemenke vrste D. aliciae klijale su pri vlažnosti od 60 – 98 % i pri pH vrijednosti od 2,5 do 6,5 pri čemu je najniže klijanje bilo pri pH vrijednosti od 2,5 a najviše pri 5,5.
Vegetativno razmnožavanje događa se prirodno u nekih vrsta koje proizvode stolon ili kada korijeni dođu u doticaj s površinom tla. Drugi listovi koji dodiruju tlo mogu proklijati u mlade biljke. Patuljaste rosike razmnožavaju se aseksualno uz pomoć specijaliziranih listova zvanih pupoljci. Prema procjenama, ova se vrsta puno češće razmnožava pupoljcima nego sjemenkama. Krtolaste vrste mogu se razmnožavati iz lukovica.
Pri sađenju, rosike se često razmnožavaju uz pomoć listova, krune ili sijecanja korijena, kao i pomoću sjemenki.

### Korijen
Korijen je uglavnom slabo razvijen. Služi uglavnom za upijanje vode i da usidri biljku na tlo, ali je gotovo beskoristan za upijanje hranjivih tvari iz zemlje. Pojedine južnoafričke vrste koriste korijene za skladištenje vode i hrane. Neke vrste imaju sustav korijena koji ostaje tijekom zime čak i nakon što stabljika uvene. Vrste D. adelae i D. hamiltonii koriste korijen za aseksualno razmnožavanje, klicanjem mladih biljaka po njegovoj dužini. Neke australske vrste imaju lukovičsti korijen što im omogućuje preživljavanje za vrućih i suhih ljeta. Korijeni patuljaste rosike iznimno su dugi u usporedbi sa njezinom veličinom, primjerice biljka sa stabljikom od jednog centimetara može imati korijen od preko 15 cm. D. Iasiantha i D. scorpioides imaju adventivni organ radi potpore. D. intermedia i D. rotundifolia tvore žbunastu mikorizu uz pomoć koje mogu probiti tkivo drugih biljaka.

## Rasprostranjenost
Raspon rosika seže od Aljaske na sjeveru do Novog Zelanda na jugu. Središte bioraznolikosti je u Australiji: oko 2/3 svih vrsta australske su vrste, a od tih polovica ih raste u Zapadnoj Australiji. Na 22 000 km2 površine nalazi se 68 vrsta. Južna Amerika i Afrika svaka imaju po preko 20 vrsta. Dio rosika nalazi se i na dijelovima Europe, Azije i Sjeverne Amerike. Najviše voli vruće i vlažne regije, a slabije umjereniju i hladniju klimu. 
U Europi postoje tri vrste: D. intermedia, D. anglica i D. rotundifolia. U Sjevernoj Americi postoji osam vrsta: patuljasta D. brevifolia i ružičasta D. capillaris koje oboje rastu na jugu i u Teksasu; D. filoformis s tri lista koja raste na sjeveroistoku; D. intermedia koja raste na istoku; tanka D. linearis koja raste u Kanadi i nekim dijelovima sjevera SAD-a; D. tracyi koja raste na krajnjem jugoistoku i D. anglica, koju nalazimo na pacifičkom sjeverozapadu.
Ovaj se rod opisuje kao kozmopolitski zbog svoje globalne distribucije. Botančar Ludwig Diels, autor jedine monografije o rosikama, navodi pak da je taj opis biljke „krivi opis njezinih iznimno neobičnih i svojeglavih uvjeta širenja”, iako priznaje da zauzimaju značajan dio Zemljine površine. Osobito je ukazao na odsutnost rosika iz gotovo svih suhih klimatskih područja, brojnih prašuma, Polinezije, Sredozemlja i Sjeverne Afrike, kao i oskudnosti bioraznolikosti vrste u umjerenim regijama (Europa, Sjeverna Amerika).

## Stanište
Rosike rastu većinom po sezonski vlažnim ili rjeđe trajno vlažnim regijama s kiselim tlom, jedina je iznimka vrsta D. linearis koja najbolje raste na neutralnom ili lužnatom tlu i visokom količinom sunčeve svjetlosti. Česta su staništa blatnjava tla, močvare i bare, katkad obale rijeka i jezera, od Venezuele, obala Australije sve do središnjih regija Južne Afrike. Mnoge vrste rastu zajedno s mahovinom Sphagnum fuscum, koja upija većinu hranjivih tvari iz tla i oslobađa kiselinu. To omogućava rosiki, koja se ne oslanja na tlo bogato nutrijentima, da se razvija i raste tamo gdje bi inače bila nadjačana dominatnom vegetacijom.
Ova je biljka vrlo raznolika što se tiče staništa. Pojedine vrste rosike prilagodile su se širokom rasponu okoliša, pa i netipičnom staništu, poput prašuma, pustinja (D. indica i D. burmanni) pa čak i vrlo tamnih i sjenovitih područja (rosika Queenslanda). Vrste koje prebivaju po umjerenijim regijama, a koje tvore hibernakulum zimi, primjer su takvih prilagodbi. Rosike općenito rastu u toplijoj klimi i samo su umjereno otporne na mraz. Uvjeti okoliša ovise o vrstama. D. rotundifolia primjerice bolje raste na višim nadmorskim visinama, na brežuljcima prekrivenima mahovinom, travom i sitnim žbunjem, dok D. intermedia raste bolje na nižim visinama, na otvorenom i vodenastom blatnjavom području. Rosika raste na područjima od razine mora pa sve do nadmorske visine od 3500 metara.

## Status zaštite
Iako nijedna vrsta rosike nije zaštićena državnim zakonima u Sjedinjenim Američkim Državama, sve su uključene u popis ugroženih vrsta u nekim od država SAD-a. Velik broj tih biljaka raste na zaštićenom području, kao što su nacionalni parkovi i rezervati prirode. Jedan je primjer zaštićeni močvarni nacionalni park Polesje u Ukrajini, koji sadrži preko 800 vrsta, od čega 60 rijetkih, među kojima je i D. anglica. Rosike su zaštićene zakonom u sljedećim europskim državama: Njemačka, Austrija, Švicarska, Češka, Finska,  Madžarska,  Francuska  i Bugarska. Trenutno je najveća prijetnja u Europi i Sjevernoj Americi uništenje biljnih staništa zbog realizacije infrastrukturnih projekata, kao što je isušivanje močvara radi poljoprivrede i sakupljanja treseta. U mnogim regijama, to je dovelo do iskorjenjivanja nekih vrsta. Ponovno naseljavanje biljaka u ta područja težak je ili gotovo nemoguć zadatak, pošto su ekološke potrebe određene populacije blisko povezane s njihovom geografskom lokacijom. Zahvaljujući povećanoj zakonskoj zaštiti močvara, kao i koncentriranim naporom da se jedinke ponovno naturaliziraju u ta prebivališta, izbjegnuta je prijetnja preživljavanju tih biljaka, iako bi im ostao status ugroženosti. 
Dušikovo gnojivo dokazano je imalo utjecaj na smanjenje broja ukupne populacije rosika. Širenje urbanih područja u Južnoj Africi i Australiji vrši pritisak na ove i druge biljne i životinjske vrste. Učinci klimatske promjene su nejasni: suha razdoblja mogla bi negativno utjecati na populaciju rosika, dok bi prvotno pozitivni odjek na vlažniju klimu mogao biti poništen natjecanjem s povećanim širenjem sphagnuma.
Međunarodna udruga za zaštitu prirode i prirodnih bogatstava (IUCN) stavlja različite vrste rosika u različite kategorije po statusu zaštite. Općenito ova biljka nije ugrožena. Vrsta Drosera burmanni, koja raste u Australiji, Bangladešu, Filipinima, Šri Lanci i drugdje, klasificirana je primjerice kao vrsta smanjena rizika. Europska vrsta Drosera rotundifolia je podjednako kategorizirana, iako je regionalno izumrla u Luksemburgu. S druge strane, pojedine manje vrste imaju puno ranjiviji status: afrička Drosera bequaertii, koja raste u Kongu, puno je ugroženija te je kategorizirana kao osjetljiva, dok su vrste Drosera insolita i Drosera katangensis čak stavljene pod kritičko ugroženu kategoriju.

## Uporaba

### Kao medicinska biljka
Rosika se koristila u narodnoj medicini najmanje od 12. stoljeća, kada ju je talijanski liječnik iz Salernske škole Matthaeus Platearius opisao kao lijek za ublaživanje učinaka kašlja pod imenom herba sole. Razmjerno često je korištena kao lijek za kašalj u Njemačkoj i drugim dijelovima Europe. Preporučala se za suhi kašalj, bronhitis, hripavac, astmu i „bronhijalne grčeve”. Suvremena istraživanja potvrđuju da rosika ima svojstva koja ublažavaju kašalj. Vrste D. montana i D. communis pokazale su najbolje rezultate protiv razmnožavanja bakterija, izuzev stanja pneumonije koja nije pokazala nikakvu promjenu kada je tretirana raznim vrstama rosika.
Culbrechtova Materia Medica iz 1927. navodila je da su vrste D. rotundifolia, D. anglica i D.linearis korištene kao psihostimulansi i da su imale „sumnjivu učinkovitost” pri tretiranju bronhitisa, hripavca i tuberkuloze. Istraživanja su pokazala da ekstrakti Drosere peltate imaju snažne antibakterijske učinke protiv oralnih bakterija, te da bi se mogla koristiti za tretman karijesa i paradentoze.
Medicinski pripravci rade se od korijena, cvijeta i kapsula biljka. Pošto su sve autothone rosike zaštićene u velikim dijelovima Europe i Sjeverne Amerike, ekstrakti se obično pripremaju od uzgajanih, brzorastućih rosika (osobito D. rotundifolia, D. intermedia, D. anglica, D. ramentacea i D. madagascariensis) uvezenih iz Madagaskara, Španjolske, Francuske, Finske i Baltika.

### Kao ukrasna biljka
Zbog mesožderskih obilježja i egzotičnih ljepota njihovih sjajećih klopki, rosike su postale omiljena ukrasna biljka. Ipak, okruženje za većinu vrsta relativno je složeno, pa ga je teško ostvariti u umjetnim uvjetima što čini većinu vrsta je komercijalno nedostupnima. Međutim, nekoliko se osjetljivih vrsta našlo na prodaji zajedno s venerinom muholovkom: među njima su D. capensis, D. aliciae i D. spatulata.
Zahtjevi uzgoja iznimno su raznoliki ovisno o vrsti. Općenito, rosike zahtijevaju visoku vlažnost, koja se postiže uglavnom stalnim prskanjem ili mokrim tlom. Većina vrsta zahtijeva da ta voda bude čista, pošto bi hranjive tvari, soli ili minerali u vodi mogli ugroziti njihov rast kada dospiju u tlo. Većinom se uzgaja u kombinaciji sa živom ili mrtvom mahovinom, pijeskom te se polijeva destiliranom ili vodom povratne osmoze ili kišnicom. Voda iz slavine sadrži previše minerala, mekana voda previše kalcija ili klora a flaširana voda soli, što je štetno za rosiku.

### Biotehnologija
Biljni lijepak rosike sadrži iznimna elastična svojstva, zbog čega je postao predmetom istraživanja biomaterijala. U jednom istraživanju biljni lijepak tri vrste (D. binata, D. capensis i D. spatulata) analiziran je za postojanje nanovlakana i nanočestica. Istraživači su koristili mikroskop atomskih sila, mikroskop prijenosa elektrona i spektroskopiju energetskog raspršivanja rendgenskih zraka kako bi promatrali mrežu nanovlakana i nanočestica raznih veličina u biljnom lijepku. Identificiran je i ključni sadržaj bioloških soli: kalcij, magnezij i klor. Smatra se da ove nanočestice povećavaju viskoznost i ljepljivost biljnih lijepaka, čime povećavaju učinkovitost klopke. Kada se osuši, ovaj biljni lijepak pogodan je supstrat za spajanje živih stanica. Ovo ima važne implikacije za inženjering tkiva, osobito zbog elastičnog svojstva ljepila. Obloga sačinjena od tih dijelova prilikom kirurškog usađivanja (npr. zamjena kuka ili transplantacija organa) drastično poboljšava stopu oporavka i smanjuje potencijal odbacivanja tkiva, jer se živo tkivo učinkovito zalijepi i prirodno raste u tijelu. Autori studije sugeriraju široku uporabu biljnih lijepaka rosike, među njima je tretman rana, regenerativna medicina ili povećanje učinkovitosti sintetičkih ljepila. Pošto se isti može rastegnuti i do skoro 1 000 000 puta više od svoje prvotne veličine, mogao biti biti iznimno učinkovit i isplativ izvor biomaterijala.

### Druge upotrebe
Lukovica rosika koje rastu u Australiji smatraju se delikatesom kod australskih Aboridžina. Dio ih se koristi za bojenje tkanina, a D. rotundifolia se koristila za stvaranje ljubičaste i žute boje u Škotskoj. Liker od rosike koristi se od 14. stoljeća i proizvodi se od svježih listova vrsta D. capensis, D. spatulata i D. rotundifolia.

## Kemijski sastav
U rosikama su otkrivene kemijske tvari s potencijalnim biološkim učincima, među kojima su flavonoidi (kemferol, miricetin, kvercetin, hiperozid), kinon (plumbagin, hidroplumbagin glukozid i rosolizid (7-metil-hidrojuglon-4-glukozid)] i druge tvari poput karotenoida, biljnih kiselina (maslačna kiselina, limunska kiselina, mravlja kiselina, galna kiselina, propionska kiselina), smola, tanina i askorbinske kiseline (vitamin C).

## Vrste
1. Drosera aberrans (Lowrie & Carlquist) Lowrie & Conran
2. Drosera acaulis L.f.
3. Drosera adelae F.Muell.
4. Drosera admirabilis Debbert
5. Drosera affinis Welw. ex Oliv.
6. Drosera alba E.Phillips
7. Drosera albonotata A.S.Rob., A.T.Cross, Meisterl & A.Fleischm.
8. Drosera aliciae Raym.-Hamet
9. Drosera allantostigma (N.G.Marchant & Lowrie) Lowrie & Conran
10. Drosera amazonica Rivadavia, A.Fleischm. & Vicent.
11. Drosera andersoniana Fitzg. ex Ewart & Jean White
12. Drosera androsacea Diels
13. Drosera anglica Huds.
14. Drosera aquatica Lowrie
15. Drosera arcturi Hook.
16. Drosera arenicola Steyerm.
17. Drosera ascendens A.St.-Hil.
18. Drosera atrostyla Debbert
19. Drosera aurantiaca Lowrie
20. Drosera auriculata Backh. ex Planch.
21. Drosera australis (N.G.Marchant & Lowrie) Lowrie & Conran
22. Drosera × badgerupii Cheek
23. Drosera × badgingarra Lowrie & Conran
24. Drosera banksii R.Br. ex DC.
25. Drosera barbigera Planch.
26. Drosera barrettiorum Lowrie
27. Drosera basifolia (N.G.Marchant & Lowrie) Lowrie
28. Drosera bequaertii Taton
29. Drosera bicolor Lowrie & Carlquist
30. Drosera biflora Willd. ex Schult.
31. Drosera binata Labill.
32. Drosera bindoon Lowrie
33. Drosera brevicornis Lowrie
34. Drosera brevifolia Pursh
35. Drosera broomensis Lowrie
36. Drosera browniana Lowrie & N.G.Marchant
37. Drosera buubugujin M.T.Mathieson[65]
38. Drosera bulbigena Morrison
39. Drosera bulbosa Hook.
40. Drosera burkeana Planch.
41. Drosera burmanni Vahl
42. Drosera caduca Lowrie
43. Drosera × californica Cheek
44. Drosera callistos N.G.Marchant & Lowrie
45. Drosera calycina Planch.
46. Drosera camporupestris Rivadavia
47. Drosera capensis L.
48. Drosera capillaris Poir.
49. Drosera × carbarup Lowrie & Conran
50. Drosera cayennensis Sagot ex Diels
51. Drosera cendeensis Tamayo & Croizat
52. Drosera chimaera Gonella & Rivadavia
53. Drosera chrysolepis Taub.
54. Drosera cistiflora L.
55. Drosera citrina Lowrie & Carlquist
56. Drosera closterostigma N.G.Marchant & Lowrie
57. Drosera coalara Lowrie & Conran
58. Drosera coccipetala Debbert
59. Drosera collina (N.G.Marchant & Lowrie) Lowrie
60. Drosera collinsiae N.E.Br.
61. Drosera communis A.St.-Hil.
62. Drosera condor Gonella, A.Fleischm. & Rivadavia
63. Drosera coomallo Lowrie & Conran
64. Drosera × corinthiaca R.A.Gibson & E.Green
65. Drosera cucullata Lowrie
66. Drosera cuneifolia L.f.
67. Drosera curvipes Planch.
68. Drosera darwinensis Lowrie
69. Drosera depauperata Lowrie & Conran
70. Drosera derbyensis Lowrie
71. Drosera dichrosepala Turcz.
72. Drosera dielsiana Exell & J.R.Laundon
73. Drosera dilatatopetiolaris Kondô
74. Drosera drummondii Planch.
75. Drosera echinoblastus N.G.Marchant & Lowrie
76. Drosera × eloisiana T.S.Bailey
77. Drosera elongata Exell & J.R.Laundon
78. Drosera eneabba N.G.Marchant & Lowrie
79. Drosera enodes N.G.Marchant & Lowrie
80. Drosera eremaea (N.G.Marchant & Lowrie) Lowrie & Conran
81. Drosera ericgreenii A.Fleischm., R.P.Gibson & Rivadavia
82. Drosera erythrogyne N.G.Marchant & Lowrie
83. Drosera erythrorhiza Lindl.
84. Drosera esmeraldae (Steyerm.) Maguire & Wurdack
85. Drosera esperensis Lowrie
86. Drosera esterhuyseniae (T.M.Salter) Debbert
87. Drosera falconeri Kondô & P.Tsang
88. Drosera felix Steyerm. & L.B.Sm.
89. Drosera filiformis Raf.
90. Drosera fimbriata DeBuhr
91. Drosera finlaysoniana Wall. ex Arn.
92. Drosera flexicaulis Welw. ex Oliv.
93. Drosera × fontinalis Rivadavia
94. Drosera fragrans Lowrie
95. Drosera fulva Planch.
96. Drosera geniculata (N.G.Marchant & Lowrie) Lowrie
97. Drosera gibsonii P.Mann
98. Drosera gigantea Lindl.
99. Drosera glabripes (Harv. ex Planch.) Stein
100. Drosera glabriscapa Lowrie
101. Drosera glanduligera Lehm.
102. Drosera gracilis Hook.f. ex Planch.
103. Drosera graminifolia A.St.-Hil.
104. Drosera graniticola N.G.Marchant
105. Drosera grantsaui Rivadavia
106. Drosera graomogolensis T.R.S.Silva
107. Drosera grievei Lowrie & N.G.Marchant
108. Drosera gunniana (Planch.) Mig.F.Salas
109. Drosera hamiltonii C.R.P.Andrews
110. Drosera hartmeyerorum Schlauer
111. Drosera helodes N.G.Marchant & Lowrie
112. Drosera heterophylla Lindl.
113. Drosera hilaris Cham. & Schltdl.
114. Drosera hirsuta Lowrie & Conran
115. Drosera hirtella A.St.-Hil.
116. Drosera hirticalyx Duno de Stefano & Culham
117. Drosera hookeri R.P.Gibson, B.J.Conn & Conran
118. Drosera huegelii Endl.
119. Drosera humbertii Exell & J.R.Laundon
120. Drosera humilis Planch.
121. Drosera × hybrida Macfarl.
122. Drosera hyperostigma N.G.Marchant & Lowrie
123. Drosera indica L.
124. Drosera indumenta Lowrie & Conran
125. Drosera intermedia Hayne
126. Drosera intricata Planch.
127. Drosera kaieteurensis Brumm.-Ding.
128. Drosera katangensis Taton
129. Drosera kenneallyi Lowrie
130. Drosera lanata K.Kondo
131. Drosera lasiantha Lowrie & Carlquist
132. Drosera latifolia (Eichler) Gonella & Rivadavia
133. Drosera × legrandii Lowrie & Conran
134. Drosera leioblastus N.G.Marchant & Lowrie
135. Drosera leucoblasta Benth.
136. Drosera leucostigma (N.G.Marchant & Lowrie) Lowrie & Conran
137. Drosera linearis Goldie
138. Drosera × linglica Kusak. ex R.Gauthier & Gervais
139. Drosera lowriei N.G.Marchant
140. Drosera lunata Buch.-Ham. ex DC.
141. Drosera macrantha Endl.
142. Drosera macrophylla Lindl.
143. Drosera madagascariensis DC.
144. Drosera magna (N.G.Marchant & Lowrie) Lowrie
145. Drosera magnifica Rivadavia & Gonella
146. Drosera major (Diels) Lowrie
147. Drosera mannii Cheek
148. Drosera marchantii DeBuhr
149. Drosera menziesii R.Br. ex DC.
150. Drosera meristocaulis Maguire & Wurdack
151. Drosera micra Lowrie & Conran
152. Drosera micrantha Lehm.
153. Drosera microphylla Endl.
154. Drosera microscapa Debbert
155. Drosera miniata Diels
156. Drosera minutiflora Planch.
157. Drosera modesta Diels
158. Drosera monantha (Lowrie & Carlquist) Lowrie
159. Drosera montana A.St.-Hil.
160. Drosera monticola (Lowrie & N.G.Marchant) Lowrie
161. Drosera moorei (Diels) Lowrie
162. Drosera murfetii Lowrie & Conran
163. Drosera myriantha Planch.
164. Drosera nana Lowrie
165. Drosera natalensis Diels
166. Drosera neesii Lehm.
167. Drosera neocaledonica Raym.-Hamet
168. Drosera nidiformis Debbert
169. Drosera nitidula Planch.
170. Drosera nivea Lowrie & Carlquist
171. Drosera oblanceolata Y.Z.Ruan
172. Drosera × obovata Mert. & W.D.J.Koch
173. Drosera occidentalis Morrison
174. Drosera omissa Diels
175. Drosera orbiculata N.G.Marchant & Lowrie
176. Drosera ordensis Lowrie
177. Drosera oreopodion N.G.Marchant & Lowrie
178. Drosera paleacea DC.
179. Drosera pallida Lindl.
180. Drosera paradoxa Lowrie
181. Drosera patens Lowrie & Conran
182. Drosera pauciflora Banks ex DC.
183. Drosera pedicellaris Lowrie
184. Drosera peltata Thunb.
185. Drosera peruensis T.R.S.Silva & M.D.Correa
186. Drosera petiolaris R.Br. ex DC.
187. Drosera pilosa Exell & J.R.Laundon
188. Drosera × pingellyensis Lowrie & Conran
189. Drosera planchonii Hook.f. ex Planch.
190. Drosera platypoda Turcz.
191. Drosera platystigma Lehm.
192. Drosera porrecta Lehm.
193. Drosera praefolia Tepper
194. Drosera prolifera C.T.White
195. Drosera prophylla (N.G.Marchant & Lowrie) Lowrie
196. Drosera prostrata (N.G.Marchant & Lowrie) Lowrie
197. Drosera prostratoscaposa Lowrie & Carlquist
198. Drosera pulchella Lehm.
199. Drosera purpurascens Schlotth.
200. Drosera pycnoblasta Diels
201. Drosera pygmaea DC.
202. Drosera quartzicola Rivadavia & Gonella
203. Drosera radicans N.G.Marchant
204. Drosera ramellosa Lehm.
205. Drosera ramentacea Burch. ex DC.
206. Drosera rechingeri Strid
207. Drosera regia Stephens
208. Drosera riparia Gonella & Rivadavia
209. Drosera roraimae (Klotzsch ex Diels) Maguire & J.R.Laundon
210. Drosera roseana N.G.Marchant & Lowrie
211. Drosera rosulata Lehm.
212. Drosera rotundifolia L.
213. Drosera rubrifolia Debbert
214. Drosera rupicola (N.G.Marchant) Lowrie
215. Drosera salina N.G.Marchant & Lowrie
216. Drosera sargentii Lowrie & N.G.Marchant
217. Drosera schizandra Diels
218. Drosera schmutzii Lowrie & Conran
219. Drosera schwackei (Diels) Rivadavia
220. Drosera scorpioides Planch.
221. Drosera serpens Planch.
222. Drosera sessilifolia A.St.-Hil.
223. Drosera sewelliae Diels
224. Drosera × sidjamesii Lowrie & Conran
225. Drosera silvicola Lowrie & Carlquist
226. Drosera slackii Cheek
227. Drosera solaris A.Fleischm., Wistuba & S.McPherson
228. Drosera spatulata Labill.
229. Drosera spilos N.G.Marchant & Lowrie
230. Drosera spiralis A.St.-Hil.
231. Drosera spirocalyx Rivadavia & Gonella
232. Drosera squamosa Benth.
233. Drosera stelliflora Lowrie & Carlquist
234. Drosera stenopetala Hook.f.
235. Drosera stolonifera Endl.
236. Drosera stricticaulis (Diels) O.H.Sarg.
237. Drosera subhirtella Planch.
238. Drosera subtilis N.G.Marchant
239. Drosera sulphurea Lehm.
240. Drosera tentaculata Rivadavia
241. Drosera thysanosepala Diels
242. Drosera tokaiensis (Komiya & Shibata) T.Nakam. & K.Ueda
243. Drosera tomentosa A.St.-Hil.
244. Drosera tracyi Macfarl.
245. Drosera trichocaulis (Diels) Lowrie & Conran
246. Drosera trinervia Spreng.
247. Drosera tubaestylis N.G.Marchant & Lowrie
248. Drosera ultramafica A.Fleischm., A.S.Rob. & S.McPherson
249. Drosera uniflora Willd.
250. Drosera venusta Debbert
251. Drosera verrucata Lowrie & Conran
252. Drosera villosa A.St.-Hil.
253. Drosera viridis Rivadavia
254. Drosera walyunga N.G.Marchant & Lowrie
255. Drosera whittakeri Planch.
256. Drosera × woodii R.Gauthier & Gervais
257. Drosera xerophila A.Fleischm.
258. Drosera yilgarnensis R.P.Gibson & B.J.Conn
259. Drosera yutajensis Duno de Stefano & Culham
260. Drosera zeyheri T.M.Salter
261. Drosera zigzagia Lowrie
262. Drosera zonaria Planch.

### Knjige
A-C
Adam, Frank. 1970. The Clans, Septs & Regiments of the Scottish Highlands. Genealogical Publishing Com, Johnston & Bacon. Edinburgh, Škotska. ISBN 9780806304489. OCLC 895174508CS1 održavanje: ref=harv (link)
Allaby, Michael. 2015. The Dictionary of Science for Gardeners: 6000 Scientific Terms Explored and Explained. Timber Press. Portland, Oregon. ISBN 9781604697155. OCLC 906447496CS1 održavanje: ref=harv (link)
Barthlott, Wilhelm. 2004. Karnivoren: Biologie und Kultur fleischfressender Pflanzen. Ulmer. Stuttgart. ISBN 9783800141449. OCLC 57450140CS1 održavanje: ref=harv (link)
Baskin, Carol C.; Baskin, Jerry M. 2001. Seeds: Ecology, Biogeography, and Evolution of Dormancy and Germination. Elsevier. San Diego, Kalifornija. ISBN 9780120802630. OCLC 39356985CS1 održavanje: ref=harv (link)
Booth, Douglas. 1998. The Environmental Consequences of Growth: Steady-State Economics as an Alternative to Ecological Decline. Routledge. London, New York. ISBN 9781134700189. OCLC 49803407CS1 održavanje: ref=harv (link)
Breymeyer, Alicja; Noble, Reginald. 1996. Biodiversity Conservation in Transboundary Protected Areas. National Academies Press. Washington, DC. ISBN 9780309589598. OCLC 749127837CS1 održavanje: ref=harv (link)
Capinera, John L. 2008. Encyclopedia of Entomology, Opseg 4. Springer Science & Business Media. London. ISBN 9781402062421. OCLC 288440300CS1 održavanje: ref=harv (link)
Culbrecht, David M. 1927. A Manual of Materia Medica and Pharmacology. Health Research Books. Philadelphia. ISBN 9780787302290. OCLC 2168266CS1 održavanje: ref=harv (link)
Cumo, Christopher. 2013. Encyclopedia of Cultivated Plants: From Acacia to Zinnia. ABC-CLIO. Santa Barbara, Kalifornija. ISBN 9781598847758. OCLC 869739200CS1 održavanje: ref=harv (link)
D-P
Darwin, Charles. 2010. The Works of Charles Darwin, Volume 24: Insectivorous Plants. NYU Press. Charlottesville. ISBN 9780814720677. OCLC 752263420CS1 održavanje: ref=harv (link)
Engler, Adolf. 1906. Das Pflanzenreich: Regni vegetabilis conspectus, Izdanje 26. Verlag von Wilhelm Engelmann. Leipzig. OCLC 3791584CS1 održavanje: ref=harv (link)
Kagawa, Takaaki. Drosera of Japan. WriteHit. ISBN 9781311540324
Kelcey, John G.; Müller, Norbert. 2011. Plants and Habitats of European Cities. Springer Science & Business Media. New York. ISBN 9780387896847. OCLC 745001286CS1 održavanje: ref=harv (link)
Lowrie, Allen. 1999. Carnivorous Plants of Australia, Opseg 3. University of Western Australia Press. Nedlands. ISBN 9780855642655. OCLC 174460804CS1 održavanje: ref=harv (link)
McPherson, Stewart. 2008. Glistening carnivores: the sticky-leaved insect-eating plants. Redfern Natural History Productions. Poole, Dorset. ISBN 9780955891816. OCLC 310624683CS1 održavanje: ref=harv (link)
Petrova, Saska. 2014. Communities in Transition: Protected Nature and Local People in Eastern and Central Europe. Ashgate Publishing. Farnham. ISBN 9781472401830. OCLC 879026136CS1 održavanje: ref=harv (link)
Pietropaolo, James; Pietropaolo, Patricia Ann. 1974. The world of carnivorous plants. R. J. Stoneridge. Portland, Oregon. ISBN 0585345651 9780585345659 0881920665 9780881920666 0881923567 9780881923568 Provjerite vrijednost parametra |isbn=: length (pomoć). OCLC 15111788CS1 održavanje: ref=harv (link)
Q-Z
Queiroz, Alan de. 2014. The Monkey's Voyage: How Improbable Journeys Shaped the History of Life. Basic Books. New York. ISBN 9780465020515. OCLC 864414016CS1 održavanje: ref=harv (link)
Rice, Barry A. 2006. Growing Carnivorous Plants. Timber. Portland, Oregon. ISBN 9780881928075. OCLC 70230272CS1 održavanje: ref=harv (link)
Sanders, Jack. 2014. Secrets of Wildflowers: A Delightful Feast Of Little-Known Facts, Folklore, And History. Rowman & Littlefield. Guilford, Connecticut. ISBN 9781461746836. OCLC 51448426CS1 održavanje: ref=harv (link)
Schnell, Donald E. 1976. Carnivorous plants of the United States and Canada. J. F. Blair. Winston-Salem, Sjeverna Karolina. ISBN 9780910244909. OCLC 2372872CS1 održavanje: ref=harv (link)
Scott, Thomas A. 1996. Concise Encyclopedia Biology. Walter de Gruyter. Berlin; New York. ISBN 9783110889567. OCLC 33207369CS1 održavanje: ref=harv (link)
Slack, Adrian; Gate, Jane. 2000. Carnivorous Plants. MIT Press. Cambridge, Massachusetts. ISBN 9780262690898. OCLC 6217450CS1 održavanje: ref=harv (link)
Stiles, Walter. 1994. Principles of Plant Physiology. Discovery Publishing House. New Delhi, Indija. ISBN 9788171412471. OCLC 32950360CS1 održavanje: ref=harv (link)
Wichtl, Max. 2004. Herbal Drugs and Phytopharmaceuticals: A Handbook for Practice on a Scientific Basis. CRC Press. Stuttgart. ISBN 9780849319617. OCLC 54610893CS1 održavanje: ref=harv (link)

### Znanstveni radovi i časopisi
A-J
Anderson, Bruce. 2010. Did Drosera evolve long scapes to stop their pollinators from being eaten?. Annals of Botany. Department of Botany and Zoology, University of Stellenbosch, Private Bag X1, Matieland. doi:10.1093/aob/mcq155. ISSN 1095-8290. PMID 20682574CS1 održavanje: lokacija (link) CS1 održavanje: ref=harv (link)
Budzianowski, J.; Skrzypczak, L.; Kukulczanka, K. 1993. Phenolic Compounds of Drosera Intermedia and Drosera Spathulata from In Vitro Cultures. Acta Hortic. 330. doi:10.17660/ActaHortic.1993.330.36CS1 održavanje: ref=harv (link)
Cameron, Kenneth M.; Wurdack, Kenneth J.; Jobson, Richard W. 2002. Molecular evidence for the common origin of snap-traps among carnivorous plants. American Journal of Botany. 89 (9). doi:10.3732/ajb.89.9.1503CS1 održavanje: ref=harv (link)
Crowder, A. A.; Pearson, M. C.; Grubb, P. J.; Langlois, P. H. 1990. Drosera L. Journal of Ecology. 78 (1). doi:10.2307/2261048. JSTOR 2261048CS1 održavanje: ref=harv (link)
de Stefano, Rodrigo Duno; dos Santos Silva, Tania Regina. 2001. Conservation Status of the Carnivorous Genus Drosera in South Africa and the Carribean. Harvard Papers in Botany. 6 (1). JSTOR 41761649CS1 održavanje: ref=harv (link)
Didrya, Nicole; Dubreuilb, Luc; Trotina, Francis; Pinkas, Madeleine. 1998. Antimicrobial activity of aerial parts of Drosera peltata Smith on oral bacteria. Journal of Ethnopharmacology. 60 (1). doi:10.1016/S0378-8741(97)00129-3. PMID 9533437CS1 održavanje: ref=harv (link)
Ferreira, Dalva Trevisan; Andrei, César Cornélio; Saridakis, Halha Ostrensky. 2004. Antimicrobial activity and chemical investigation of Brazilian Drosera. Memórias do Instituto Oswaldo Cruz. doi:10.1590/S0074-02762004000700016. ISSN 1678-8060CS1 održavanje: ref=harv (link)
K-Q
Karlsson, P.S.; Pate, J.S. 1992. Contrasting effects of supplementary feeding of insects or mineral nutrients on the growth and nitrogen and phosphorous economy of pygmy species of Drosera. Oecologia. 92 (1). doi:10.1007/BF00317256. ISSN 1432-1939. JSTOR 4220121CS1 održavanje: ref=harv (link)
Karlsson, P.S.; Pate, J.S. 1993. Resource Allocation to Asexual Gemma Production and Sexual Reproduction in South-Western Australian Pygmy and Micro Stilt-Form Species of Sundew (Drosera spp, Droseraceae). Australian Journal of Botany. 40 (3). doi:10.1071/BT9920353CS1 održavanje: ref=harv (link)
Macbeth, A. Killen; Price, J. R.; Winzor, F. L. 1935. 70. The colouring matters of Drosera Whittakeri. Part I. The absorption spectra and colour reactions of hydroxy-naphthaquinones. Journal of the Chemical Society. doi:10.1039/JR9350000325CS1 održavanje: ref=harv (link)
Marchant, Neville; Lowrie, Allen. 1992. New Names and New Combinations in 34 Taxa of Western Australian Tuberous and Pygmy Drosera. 47 (2). doi:10.2307/4110677. JSTOR 4110677 journal zahtijeva |journal= (pomoć)CS1 održavanje: ref=harv (link)
Millett, Jonathan; Jones, Roger I.; Waldron, Susan. 2003. The contribution of insect prey to the total nitrogen content of sundews (Drosera spp.) determined in situ by stable isotope analysis. New Phytologist. doi:10.1046/j.1469-8137.2003.00763.xCS1 održavanje: ref=harv (link)
Murza, Gillian L.; Davis, Arthur. 2003. Comparative flower structure of three species of sundew (Drosera anglica, Drosera linearis, and Drosera rotundifolia) in relation to breeding system. Canadian Journal of Botany. 81 (11). doi:10.1139/b03-104CS1 održavanje: ref=harv (link)
Murza, Gillian L.; Heaver, Joanne R.; Davis, Arthur R. 2005. Minor pollinator–prey conflict in the carnivorous plant, Drosera anglica. Plant Ecology. 184 (1). doi:10.1007/s11258-005-9050-y. ISSN 1573-5052. JSTOR 20146904CS1 održavanje: ref=harv (link)
Nordbakken, J.F.; Rydgren, K.; Økland, R. H. 2004. Demography and population dynamics of Drosera anglica and D. rotundifolia. Journal of Ecology. 92 (1). doi:10.1046/j.0022-0477.2004.00839.x. JSTOR 3599442CS1 održavanje: ref=harv (link)
R-Z
Redbo-Torstensson, Peter. 1994. The demographic consequences of nitrogen fertilization of a population of sundew, Drosera rotundifolia. Acta Botanica Neerlandica. 43 (2). doi:10.1111/j.1438-8677.1994.tb00743.xCS1 održavanje: ref=harv (link)
Rivadavia, Fernando; Kondo, Katsuhiko; Kato, Masahiro; Hasebe, Mitsuyasu. 2002. Phylogeny of the sundews, Drosera (Droseraceae), based on chloroplast rbcL and nuclear 18S ribosomal DNA Sequences. American Journal of Botany. 90 (1). PMID 21659087 Referenca sadrži prazan nepoznati parametar: |ďoi= (pomoć)CS1 održavanje: ref=harv (link)
Sampara-Rumantir, N. 1971. Rossoliside. Pharm Weekbl. 106 (35). PMID 5566922CS1 održavanje: ref=harv (link)
Schilcher, H.; Elzer, M. 1993. Drosera (Sundew): A proven antitussive. Zeitschrift Phytotherapie. 14 (50)CS1 održavanje: ref=harv (link)
Schulze, E.D.; Gebauer, G.; Schulze, W.; Pate, J. S. 1991. The utilization of nitrogen from insect capture by different growth forms of Drosera from Southwest Australia. Oecologia. 87 (2). doi:10.1007/BF00325262. ISSN 1432-1939CS1 održavanje: ref=harv (link)
Svensson, Brita M. 1995. Competition between Sphagnum fuscum and Drosera rotundifolia: A Case of Ecosystem Engineering. Oikos. 74 (2). doi:10.2307/3545649. JSTOR 3545649CS1 održavanje: ref=harv (link)
Thum, Martin. 1989. The Significance of Carnivory for the Fitness of Drosera in Its Natural Habitat. 2. The Amount of Captured Prey and Its Effect on Drosera intermedia and Drosera rotundifolia. Oecologia. 81 (3). doi:10.1007/BF00377091. JSTOR 4219160CS1 održavanje: ref=harv (link)
Vinkenborg, J.; Sampara-Rumantir, N.; Uffelie, OF. 1969. The presence of hydroplumbagin glucoside in Drosera rotundifolia L. Pharm Week. 104 (3). PMID 5774641CS1 održavanje: ref=harv (link)
Wang, B.; Qiu, Y.L. 2006. Phylogenetic distribution and evolution of mycorrhizas in land plants. Mycorrhiza. Springer Verlag. 16 (5). doi:10.1007/s00572-005-0033-6. ISSN 1432-1890. PMID 16845554CS1 održavanje: ref=harv (link)
Zhang, Mingjun; Lenaghan, Scott C.; Xia, Lijin; Dong, Lixin. 2010. Nanofibers and nanoparticles from the insect-capturing adhesive of the Sundew (Drosera) for cell attachment. Journal of Nanobiotechnology. 8 (20). doi:10.1186/1477-3155-8-20. PMID 20718990CS1 održavanje: ref=harv (link)

### Ostalo
IUCN. Drosera katangensis. doi:10.2305/IUCN.UK.2010-3.RLTS.T185390A8401802.enCS1 održavanje: ref=harv (link)
IUCN. 2010. Drosera bequaertii. doi:10.2305/IUCN.UK.2010-3.RLTS.T185277A8380491.enCS1 održavanje: ref=harv (link)
IUCN. 2012. Drosera rotundifoliaCS1 održavanje: ref=harv (link)
IUCN. 2013. Drosera burmanni. doi:10.2305/IUCN.UK.2011-1.RLTS.T169038A6566220.enCS1 održavanje: ref=harv (link)
Svetska fondacija za prirodu. 2001. WWF-Artenlexikon: Sonnentau (Drosera spp.)CS1 održavanje: ref=harv (link)
USDA. 2006. Threatened and Endangered; Results for Genus DroseraCS1 održavanje: ref=harv (link)

## Vanjske poveznice
- Rosika na mrežnom izdanju Hrvatske enciklopedije LZMK